# Anna-Politkowskaja-Preis
Der Anna-Politkowskaja-Preis (englisch Anna Politkovskaya Award) ist eine Auszeichnung für Frauen, die sich in Krieg und Konfliktsituationen für die Opfer einsetzen, auch wenn sie dabei selbst in Gefahr geraten.
Er wird seit 2007 in Erinnerung an die 2006 erschossene Journalistin Anna Politkowskaja von der Nichtregierungsorganisation Reach All Women in War vergeben.

## Preisträgerinnen
- 2007: Natalja Estemirowa (1958–2009), Russland
- 2008: Malalai Joya (* 1978), Afghanistan
- 2009: One Million Signatures Campaign for Equality, Iran
- 2010: Halima Bashir, Sudan
- 2011: Razan Zaitouneh (* 1977), Syrien
- 2012: Marie Colvin (1956–2012), USA
- 2013: Malala Yousafzai (* 1997), Pakistan
- 2014: Vian Dakhil (* 1971), Irak
- 2015: Kholoud Waleed (* 1984), Syrien
- 2016: Jineth Bedoya Lima, Kolumbien und Walentina Tscherewatenko (* 1956), Russland
- 2017: Gulalai Ismail, Pakistan und Gauri Lankesh (1962–2017), Indien
- 2018: Swetlana Alexijewitsch (* 1948), Belarus und Binalakshmi Nepram, Indien
- 2019: Alex Crawford (* 1962), Vereinigtes Königreich[1]
- 2021: Fawzia Koofi (* 1975), Afghanistan[2]
- 2022: Tetjana Sokolowa (* 1958), Ukraine, und Swetlana Gannuschkina (* 1942), Russland[3]
- 2023: Lucy Kassa (Tigray/Äthiopien)[4]